# 神戸市立本山南中学校
神戸市立本山南中学校（こうべしりつ もとやまみなみちゅうがっこう）は、兵庫県神戸市東灘区にある公立中学校。

## 沿革
- 1982年5月 - 神戸市立本山中学校のPTAにより、同校の生徒数過密問題に対する陳情が提出される[1]。
- 1986年4月1日 - 神戸市立本山中学校から分離独立し[2]、神戸市立本山南中学校として創立される[3]。

## 部活動

### 運動部
- 野球部[4]
- 陸上競技部[4]
- 男子卓球部[4]
- 女子卓球部[4]
- 男子ソフトテニス部[4]
- 女子ソフトテニス部[4]
- 男子バスケットボール部[4]　　　　　　　　　　　　　　　　　　　　　　　　　　　　2021年第51回全国中学校バスケットボール大会にて、優勝。
- 女子バスケットボール部[4]
- 男子バレーボール部[4]
- 女子バレーボール部[4]

### 文化部
- 吹奏楽部[4]
- 美術部[4]
- 放送部[4]
- 郷土研究部[4]
- 理科部
- 情報技術部[4]

## 校区
- 神戸市立福池小学校 （魚崎北町、魚崎中町を除く。）
- 神戸市立本山南小学校
- 神戸市立本山第一小学校のうち、東海道本線（JR神戸線）より南側。
- 神戸市立本山第二小学校のうち、東海道本線（JR神戸線）より南側。
- 神戸市立本山第三小学校のうち、東海道本線（JR神戸線）より南側。

## 交通アクセス
- JR神戸線の住吉駅から東へ徒歩約15分[5]
- JR神戸線の摂津本山駅から西へ徒歩約10分[5]

## 通学区域が隣接している学校
- 神戸市立本山中学校
- 神戸市立住吉中学校
- 神戸市立魚崎中学校
- 神戸市立本庄中学校
- 芦屋市立山手中学校